# Enric VII de Caríntia
Enric VII de Caríntia i V de Sponheim († 12 d'octubre de 1161) de la casa de Sponheim, va ser duc de Caríntia i marcgravi de Verona des 1144 a 1151.
Enric V era el fill gran del duc Ulric I i de Judit, filla de Herman II, marcgravi de Baden. Va succeir al seu pare quan aquest va morir el 7 d'abril de 1144, quan encara era jove, però en el seu breu regnat va haver de patir diversos cops. El seu besoncle, el comte Bernat de Marburg († 1147) va llegar els seus rics alous incloent terres a Estíria, al marcgravi Ottokar III; el 1151 el marcgraviat de Verona, en unió personal amb el ducat de Caríntia, va quedar en mans del marcgravi Hermann III de Baden, oncle d'Enric.
Com partidari dels Hohenstaufen va donar suport a Frederic Barba-roja i el va acompanyar en alguns viatges. En tornar d'un d'aquestos viatges Enric es va ofegar a la desembocadura del riu Tagliamento a Itàlia. Està enterrat al monestir Rosazzo a Friül. El seu successor com a duc de Caríntia fou el seu germà Herman.
Enric es va casar amb Isabel, filla del marcgravi Leopold d'Estíria el Fort, que era vídua del comte Rudolf de Stade II († 1144), i no van tenir fills.